# エリダヌス座オミクロン2星
エリダヌス座ο2星（エリダヌスざオミクロン2せい、英語: Omicron2 Eridani, ο2 Eridani）またはエリダヌス座40番星（英語: 40 Eridani）は、三重連星をなす恒星で、太陽系から約16光年の距離にある。

## 観測の歴史
この恒星はエリダヌス座の領域にあり、1783年にウィリアム・ハーシェルによって二重星であることが発見された。その後1851年にはオットー・フォン・シュトルーフェによって伴星Bが伴星Cを従えていることが発見された。その後1910年に、ヘンリー・ノリス・ラッセル、エドワード・ピッカリング及びウィリアミーナ・フレミングらによって伴星Bが暗い天体であるにも関わらずスペクトル分類がA型に分類される白色矮星であることが確認され、1914年にウォルター・シドニー・アダムズによって公式にエリダヌス座ο2星Bのスペクトル分類が記述された。エリダヌス座ο2星Bは、観測史上初めて発見された白色矮星として知られる。

## 物理的性質
主星はオレンジ色の主系列星で、地球からの実視等級は4.43等である。第1伴星のB星は実視等級が9.50等の白色矮星である。第2伴星のC星は11.17等の赤色矮星で、エリダヌス座DY星とも呼ばれる。B星とC星は軌道長半径が 35 au の楕円軌道を約252年の周期で公転しており、さらにこのペアはA星から 400 au の距離を約8,000年の周期で公転している。恒星進化論に拠ると、元々太陽と同じくらいの質量を持ち、エリダヌス座ο2星系内で最も質量が大きかったB星が一番早くに主系列星の段階を終え、赤色巨星の過程を経て白色矮星になったものと推測される。

## 惑星系
A星のハビタブルゾーンは 0.556 ～ 1.103 au 離れた領域であると考えられており、この範囲内に惑星があれば液体の水が存在できるだろう。A星から 0.6 au の距離に惑星があった場合、公転周期は203地球日で、A星は地球から見た太陽より 30% 大きく見える。惑星の大気組成が地球と同じであれば、B星は-8等の白い星、C星は-6等の赤い星として観測される。これらは夜空の闇を完全に打ち消すほどではないが、昼間でも見ることができるほど明るい（なお、満月は-12.6等、金星の最大光度は-4.7等）。B星とC星が衝の時期には、一晩中おぼろに明るく、他の星が見えにくい状態が続くとみられる。
かつてB星の周りに居住可能な惑星があったとしても、B星が白色矮星になる時にその環境は破壊されていると考えられる。C星に関しては、フレアのたびにX線放射が可視光線と同じくらいまで強くなっているので、ハビタブルゾーンに惑星があったとしても地球上で考えられるような生物は存在できないだろう。
2018年に主星であるA星の周囲を42日周期で公転している、地球の2倍程度の大きさのスーパーアースと推測される太陽系外惑星がドップラー分光法による主星の視線速度測定から見つかったという研究結果が発表された。A星は、アメリカの人気SFシリーズ『スタートレック』の生みの親であるジーン・ロッデンベリーによって「バルカン人の母星がある」とされていたため、この惑星の発見はCNNでも報じられるなど注目された。しかし、2021年には惑星によるものとされたこの主星の視線速度の変化を示す信号は偽陽性であることを指摘する研究が公表され、2023年および2024年に新たに公表された研究結果では主星の視線速度変化は惑星ではなく恒星活動由来であった可能性が高いと結論付けられている。
| 名称 （恒星に近い順） | 質量             | 軌道長半径 （天文単位） | 公転周期 (日)  | 軌道離心率      | 軌道傾斜角 | 半径 |
| --------------------- | ---------------- | ----------------------- | -------------- | --------------- | ---------- | ---- |
| b (疑問あり)          | ≥ 8.47 ± 0.47 M⊕ | 0.22446 ± 0.00004       | 42.378 ± 0.010 | 0.04+0.05 −0.03 | —          | —    |

## 名称
固有名のケイド（キード、Keid）はアラビア語で「卵の殻」を意味する al-qaid に由来する。ο1星のベイド (「卵」の意) とともに、ダチョウに関係した星と考えられていた。
2016年9月12日に国際天文学連合の恒星の命名に関するワーキンググループ (Working Group on Star Names, WGSN) は、Keid をエリダヌス座ο2星Aの固有名として正式に承認した。